# Pollina (fleuve)
 (février 2015).
Le Pollina  est un cours d'eau et un fleuve côtier du nord-ouest de la Sicile, qui a son embouchure en mer Tyrrhénienne.

## Géographie
De 37,7 km de longueur, son bassin qui se situe sur le versant septentrional de la Sicile, a une superficie de 389,4 km2, depuis la commune de Gangi jusqu'à son embouchure au Molo San Biagio.

### Communes traversées
Le fleuve traverse les communes de  Castelbuono, Geraci Siculo, Isnello et San Mauro Castelverde et se jette dans la mer Tyrrhénienne au Molo San Biagio, Costa Turchina, Finale, dans la province de Palerme.

### Organisme gestionnaire
L'organisme gestionnaire est le 'Piano Tutela della Acque della Sicilia'.

## Affluent
- Torrent Castelbuono, 25 km avec un bassin versant de 115 km2[1].

## Hydrologie
Le module ou débit moyen observé à Isnello a Ponte Grande, 1984 à 1997, est de 0,28 m3/s. La crue maximale observée a été de 53,9 m3/s le 24 février 1987.
Le module ou débit moyen observé à Castelbuono a Ponte Vecchio, 1980 à 1997, est de 0,619 m3/s. La crue maximale observée a été de 116,35 m3/s le 19 février 1994.